# François Anguier
François Anguier (Eu, 1604 – Parigi, 8 agosto 1669) è stato uno scultore francese.
Nel 1641 si trasferì a Roma, ma nel 1643 rientrò in Francia, ove con il fratello Michel Anguier ebbe vari incarichi, soprattutto per monumenti funerari. Si distinse dallo stile del fratello perché più teso verso il barocco.
La sua salma si trova inumata nella chiesa di Saint Roch a Parigi.

## Opere

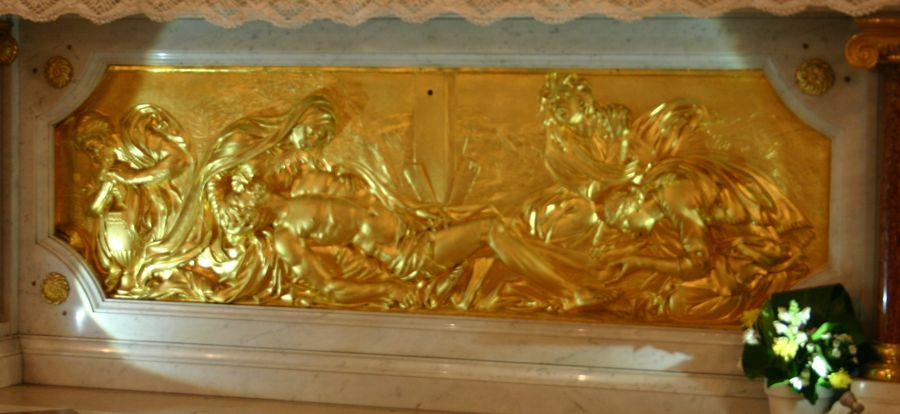
François Anguier, Deposizione dalla croce

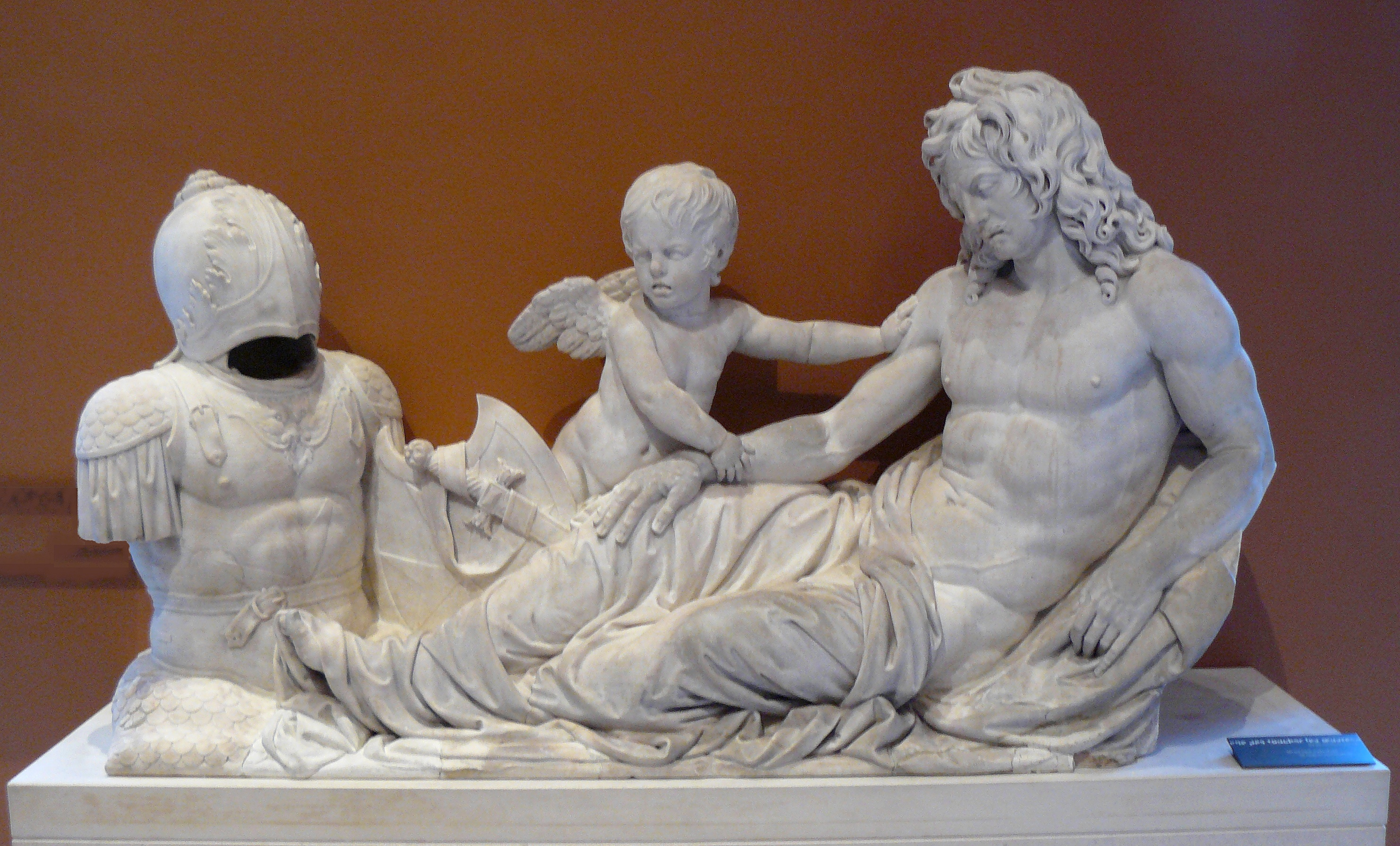
Monumento funebre per Jacques de Souvré.

- Tomba del duca di Montmorency (1649 - 1652), Moulins (Allier), Cappella della Visitazione
- Monumento funebre del cuore del duca Enrico I di Longueville (1564 - 1593), marmo, pietra e bronzo dorato, Parigi, museo del Louvre
- Effigie funebre di Jacques de Souvré (1600 - 1670), marmo, Parigi, museo del Louvre
- Monumento funebre di Jacques-Auguste de Thou (1553 - 1617), marmo, pietra e bronzo, Parigi, museo del Louvre
- Deposizione dalla croce, chiesa di Saint-Pierre-Saint-Paul di Rueil-Malmaison, altar maggiore: nel 1667, questo bassorilievo era destinato alla chiesa di Val-de-Grâce a Parigi
- In collaborazione con il fonditore Henri Perlan (1604 - 1669), Les Sacrifiantes (1642), rilievo, bronzo, Parigi, museo del Louvre